# Lyncestis amphix
Lyncestis amphix är en fjärilsart som beskrevs av Pieter Cramer 1777. Lyncestis amphix ingår i släktet Lyncestis och familjen nattflyn. Inga underarter finns listade i Catalogue of Life.